# Mixmag
Mixmag – brytyjski miesięcznik z siedzibą w Londynie, poświęcony muzyce tanecznej. Założony w 1983 roku. Należy do spółki Wasted Talent Ltd. Funkcjonuje również jako strona internetowa. 

## Historia i profil

### XX wiek
Mixmag został założony przez Tony’ego Prince’a i wydany po raz pierwszy w 1983 roku jako czarno-biały, subskrybowany biuletyn z kasetą „megamix” z nowymi utworami, przyklejoną do okładki. Na okładce inauguracyjnego numeru znalazło się zdjęcie zespołu Shalamar. Rok 1983 i kolejne lata były okresem, kiedy do Londynu zawitała muzyka house z Chicago, a później subkultura rave, której Mixmag szybko stał się wewnętrzną publikacją, skierowaną nie tylko dla DJ-ów i wykonawców, ale także dla ich fanów. W miarę wzrostu popularności rave zmieniał się także magazyn, promując nowe talenty i stając się autorytetem w dziedzinie tańca i narkotyków, do którego BBC, a nawet Home Office zwracały się po informacje. W czasach szczytowej popularności związanego z rave’em acid house’u, Tony Prince ze swoim wydawnictwem DMC drukował w swoim domu w Slough około 70 tysięcy egzemplarzy Mixmag miesięcznie. W połowie lat 90. popularność magazynu była zbyt duża, by DMC mogło ją utrzymać, dlatego został on sprzedany firmie Emap, która doprowadziła go do świetności. Do 2000 roku, w miarę jak muzyka taneczna i elektroniczna stawały się coraz bardziej popularne i skomercjalizowane, krąg czytelników Mixmaga nieustannie rósł.

### XXI wiek
W 2003 roku przyszło załamanie. Mixmag ogłosił 30-procentowy spadek sprzedaży, podczas gdy jego konkurent, magazyn muzyki tanecznej, Muzik został zamknięty, a klub Ministry of Sound wycofał z półek po zaledwie jednym numerze swoje najnowsze przedsięwzięcie wydawnicze, magazyn Trash, rozpoczynając jednocześnie proces zmian w swojej działalności. 
W kolejnych latach, wraz ze spadkiem popularności muzyki tanecznej, spadała również popularność magazynu Mixmag. Został on uratowany w 2005 roku, kiedy to został kupiony przez Development Hell. Jego prezesem był Jerry Perkins, który pierwotnie kupił Mixmag dla Emap. W skład kierownictwa Development Hell weszli byli pracownicy Emap, Mark Ellen i David Hepworth.
W kwietniu 2008 roku ukazał się jubileuszowy numer magazynu z okazji 25-lecia jego istnienia. Na zdjęciu na okładce umieszczono podobizny 25 artystów, których twórczość radykalnie zmieniła muzyczny krajobraz Wielkiej Brytanii. Wśród gwiazd okładki znaleźli się między innymi: Fatboy Slim, Karl Hyde (członek późniejszego zespołu Underworld) oraz Dizzee Rascal. Do wydawnictwa dołączono bezpłatną płytę CD z utworami z ostatnich 25 lat.
W kwietniu 2020 roku z powodu pandemii COVID-19 Mixmag tymczasowo wstrzymał publikację swojego magazynu drukowanego utrzymując nadal publikację magazynu internetowego. Część pracowników redakcji została zwolniona. Wznowienie wydawania wersji drukowanej zapowiedziano na 2021 rok, pomimo iż wersja ta stanowiła tylko niewielką część przychodów firmy macierzystej Mixmag, Wasted Talent. Według oświadczenia ówczesnego prezesa Wasted, Nicka Stevensona, Mixmag w wersji internetowej miał wówczas ponad 100 milionów czytelników miesięcznie. W 2024 roku magazyn docierał do 70 milionów miłośników muzyki miesięcznie na różnych platformach.